# Каленики (Краматорський район)
Кале́ники — село в Україні, у Лиманській міській територіальній громаді Донецької області. У селі мешкає 49 людей.